# Euchromius bleszynskii
Euchromius bleszynskii là một loài bướm đêm trong họ Crambidae.